# Чхо

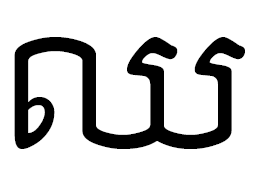

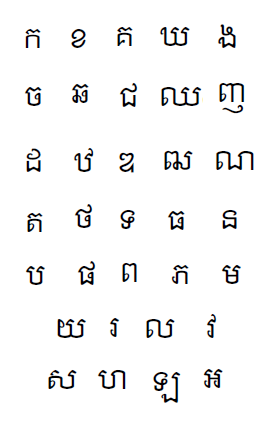

Чхо, ឈ — девятая буква кхмерского алфавита, в слоге может быть только в составе инициали, обозначает придыхательную глухую постальвеолярную аффрикату, но в проекции на слова санскритского и палийского происхождения соответствует придыхательной звонкой постальвеолярной аффрикате /ʤh/. Графически буква «чхо» близка к букве «йо», аналогичная омоглифия характерна также для письменности каннада и телугу, что вместе с некоторыми другими признаками свидетельствует о близкородственном происхождении кхмерского и северо-дравидского письма.
Подстрочная форма написания — тьенг чхо:

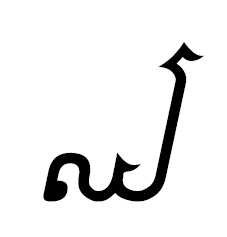
Тьенг чхо (кхмерский)
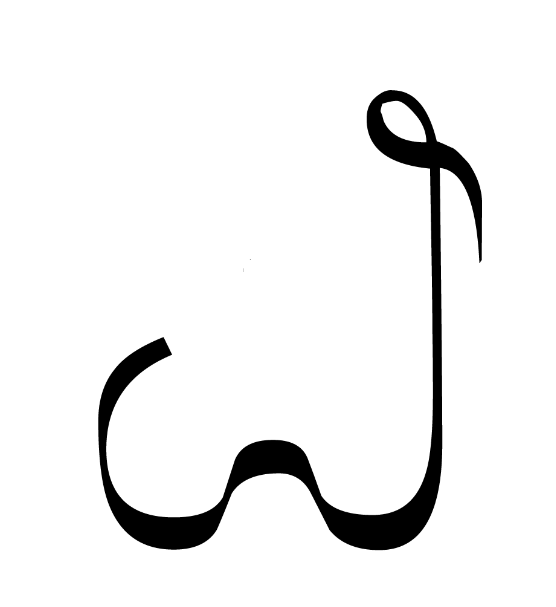
Гантунган джа джера (балийский)